# Ałan Dzagojew
Ałan Jelizbarowicz Dzagojew (ros. Алан Елизбарович Дзагоев, oset. Зæгъойты Елызбары фырт Алан Zaghojty Jelyzbary fyrt Ałan; ur. 17 czerwca 1990 w Biesłanie) – rosyjski piłkarz narodowości osetyjskiej, występujący najczęściej na pozycji ofensywnego pomocnika.

## Życiorys
Z inicjatywy matki został piłkarzem.
Kibicuje swojemu pierwszemu klubowi Ałanii Władykaukaz. Ma starszego brata, który też jest piłkarzem.

## Kariera klubowa

### Akademija Dimitrowgrad
W sezonie 2006/2007 postanowił podpisać kontrakt z drugoligowym klubem Akademija Dimitrowgrad. Zagrał tam 37 meczów i strzelił 6 goli.

### CSKA Moskwa
W grudniu 2007 roku postanowił przejść do CSKA Moskwa. W pucharze UEFA strzelił 3 gole, 2 bramki w meczu z Deportivo La Coruña i jedną w meczu z Lechem Poznań.

## Kariera reprezentacyjna
Dzagojew zadebiutował w meczu z reprezentacją Niemiec na eliminacjach do Mistrzostw Świata 2010. 8 czerwca w meczu Mistrzostw Europy 2012 strzelił 2 gole przeciwko Reprezentacji Czech, w którym padł wynik 4:1 dla Rosji. 12 czerwca w meczu przeciwko Polsce, w którym padł remis, strzelił jednego gola.

## Osiągnięcia
Klub
- CSKA Moskwa
  - Mistrzostwo Rosji: 2012–2013, 2013–2014, 2015–2016
  - Puchar Rosji: 2007–2008, 2008–2009, 2010–2011, 2012–2013
  - Superpuchar Rosji: 2009, 2013